# 1706

## Esdeveniments
Països Catalans
- 31 de març, Barcelona, Principat de Catalunya: es clouen les darreres Corts Catalanes, convocades pel rei Carles III d'Aragó, aprovant-se un gran nombre de constitucions i d'altres mesures.
- 12 de maig: Felip V d'Espanya fuig precipitadament, amb el seu exèrcit en desbandada, cap a França, després del setge fallit de Barcelona, durant la Guerra de Successió Espanyola.
- 26 de maig, Xàtiva, Regne de València: el mariscal de camp Joan Basset allibera la ciutat, ocupada pels filipistes, Guerra de Successió Espanyola).
- 24 de setembre, Mallorca: hi desembarquen les tropes austriacistes i hi vencen els borbònics.
- 30 de setembre, València: Carles III hi arriba per jurar els furs del regne.

Resta del món
- 27 d'abril, Calcinato, Llombardia: l'exèrcit borbònic guanya resulta vencedor en la batalla de Calcinato en el curs de la guerra de Successió Espanyola.
- 23 de maig, Ramillies (Bèlgica): l'exèrcit aliat venç als francesos en la batalla de Ramillies, després de la qual aquest ocuparà Flandes durant la Guerra de Successió Espanyola.[1]
- 29 de juny: durant la Guerra de Successió Espanyola, el marquès de Villaverde encapçala una columna de cavalleria que ocupa Madrid en nom de l'arxiduc Carles.[2] S'inicia una breu ocupació austriacista de Madrid, que Berwick estroncarà retornant-la al control borbònic el 4 d'octubre.
- 7 de setembre, Torí, Itàlia: els exèrcits aliats i del Ducat de Savoia van alliberar la ciutat al final del Setge de Torí (1706) en el curs de la Guerra de Successió Espanyola.
- 24 de setembre, Altranstädt, electorat de Saxònia: Carles XII de Suècia i Frederic August I de Saxònia van signar el Tractat d'Altransdtädt durant la Gran Guerra del Nord en el que Frederic August va haver de renunciar a les seves reclamacions a la corona poloneso-lituana i a la seva aliança amb Rússia.
- 10 d'octubre, Conca: les tropes borbòniques posen fi al Setge de Conca i desallotjant-ne la tropa austriacista que capitularen després d'haver-la pres per la força dos mesos abans.

## Naixements
- 17 de gener, Boston, Tretze Colònies: Benjamin Franklin, editor, polític i científic estatunidenc (m. 1790)
- 18 d'octubre, Burano, Vèneto: Baldassare Galuppi, compositor italià (m. 1784)
- 17 de desembre, París, Regne de França: Émilie du Châtelet, matemàtica, física i escriptora francesa (m. 1749).[3]
- Placidus Metsch, organista i religiós benedictí alemany

## Necrològiques
Països Catalans
- Josep Antoni Valls i Pandutxo, 116è President de la Generalitat de Catalunya.

Resta del món
- 10 de gener, Madrid [d. bateig]ː Luisa Roldán, La Roldana, escultora barroca, primera escultora espanyola (n. 1652).[4]
- 9 de juliol - (Ville-Marie −antic nom de Mont-real—, Quebec: Pierre Le Moyne d'Iberville: explorador francès, fundador de la colònia de Louisiana (n. 1661).[5]